# Sjöbergagölen, Småland
Sjöbergagölen är en sjö i Uppvidinge kommun i Småland och ingår i Alsteråns huvudavrinningsområde.